# Kisbodak
Kisbodak község Győr-Moson-Sopron vármegyében, a Mosonmagyaróvári járásban.

## Fekvése
A település a Szigetköz középső harmadában, a Duna jobb partján található, Győrtől mintegy 30 kilométerre nyugatra, Mosonmagyaróvártól pedig nagyjából 15 kilométerre keletre fekszik.

### Közlekedése
Megközelíthető a szigetközi 1401-es és 1405-ös utak irányából, Halászi felől Püskin keresztül, vagy Darnózselinél letérve ugyancsak az 1405-ös úton, Lipót, Dunaremete valamint Püski érintésével. Püski központjából a 14 105-ös számú mellékút vezet Kisbodakra.

## Története
Szájhagyományok szerint az „Ezer-szigetek” egyik akkori magaslatán épült Bodak vagy Bodajk nevű halásztelep, amely szláv eredetű neve után ítélve nádasos, sásos, vízinövényekkel telített, mocsaras hely lehetett. A nyelvtudomány viszont azt vallja, hogy a Bodak helynév puszta személynévből keletkezett magyar névadással. Ez persze nem zárja ki a név szláv eredetét. Írásban Bodakot 1330-ban említik először, mint a Héderváry család birtokát. Ekkor még egy falu lehetett. A „Kys Bodak” név – miként „Nagy Bodak” is – 1591-ben fordul elő első ízben, a Duna áradásainak mederváltásainak következtében. Háborús veszedelmek a vizek védelmében ekkortájt aligha érték, a víz viszont valószínűleg többször elpusztította. A krónikák az 1712. és az 1736. évi árvizek pusztításait kiemelten említik.
Kisbodak egyházilag az Esztergomi főegyházmegyéhez tartozott, a csallóközi esperességnek alárendelve, egészen 1991-ig. A falu lelkészei évszázadokon keresztül Püski leányegyházaként tevékenykedtek. Lakossága a 15–18. században főként halászattal foglalkozott. A község határában híres malmok működtek. Később, a 18–19. században aranymosással is próbálkoztak. A 18–19. század fordulóján azonban újabb pusztítások érték. Napóleon élelem után kutató, de azt már nem nagyon találó katonái 1809-ben felperzselték a falut. 1828-ban épült fel a község első iskolája, melynek első tanítója Pergler János iskolamester, egyben nótárius (jegyző) volt. 1851-ben tűzvész égettei porrá a falut. 1870-ben 472 katolikus, 21 zsidó, 2 református és 1 evangélikus lakta, 1900-ban pedig a lakossága már csaknem 600 fő volt. Az első világháborús mozgósításkor 50 fő vonult be, közülük 22 halt hősi halált. 1929-ben a falu lakossága 569 főt számlált, akik 10 zsidó kivételével katolikusok voltak. A községben ekkor Önkéntes Tűzoltó, Levente, ill. Lövész Egyesület működött. Katolikus elemi iskolájában, 1 tanteremben, 6 osztály 68 rendes tanulója mellett 31 ismétlő iskolást is oktattak. Szeghalmy Gyula 1938-ban a település 94 házában 532 lakosról tett említést, akik főként földműveléssel foglalkoztak. A lélekszám a második világháború óta folyamatosan csökken.
Az 1950-es évek első felében két termelőszövetkezet alakult a faluban, ezek 1956-ban felbomlottak. Az 1954. évi nagy árvíz pusztította a falut, mely ekkor költözött a Dunától távolabb eső mai helyére, a korábban a falun kívül felépített iskolaépület köré. Az árvíz után hatalmas földtömegeket mozgattak meg, hogy megerősítsék a töltést, ez újabb értékes termőterület elvesztését jelentette. A több szempontból is hátrányos helyzetű településen a helyi munkalehetőségek beszűkülése, a városba való napi ingázás nehézségei, az oktatási intézmény „elköltöztetése” a fiatalok elvándorlását vonja maga után, ez viszont a lakosság elöregedését, ezáltal a lélekszám fokozatos csökkenését eredményezi. Az utóbbi időszakban pedig a Duna elterelése miatt tapasztalható vízhiány sújtotta a falut a környező településekkel együtt. Az 1960-ban még 510 lakosú Kisbodak lélekszáma 1996 végén 384 fő volt. Mára azonban újra növekvő a lakosság száma. A község vízvezeték- és csatornahálózattal rendelkezik, az előbbihez 150, az utóbbihoz eddig 77 lakás csatlakozott. A településen sem óvoda, sem alapfokú oktatás nem működik, a gyermekek Püskire jártak át (2007. augusztus 31-ig). A szomszéd településen van a háziorvosi szolgálat székhelye, valamint az egyházi parókia.
A településnek 1990 óta önálló önkormányzata van. Az igazgatási teendőket a püski körjegyzőség látta el 2007. december 31-ig. 2008. január 1-jével Dunaremete községgel együtt Püski körjegyzőség megszűnését követően egy új, a  Darnózseli központú Darnózseli - Dunaremete-Kisbodak körjegyzőséghez tartozik. A kisbodaki és dunaremetei kisdiákok, illetve óvodások  pedig 2007. szeptember 1-jétől Darnózselibe járnak a Szigetköz Körzeti Általános Iskola és Alapfokú Művészetoktatói Intézménybe, és a Gólyavár Körzeti Napköziotthonos Óvodába, illetve annak a Püski község területén működő tagóvodájába.
Helyben található egy gyönyörűen felújított  művelődési ház, benne több mint 3000 kötetes könyvtárral. A faluban egy élelmiszerbolt, illetve két vendéglátóhely található. A községben 40 körüli a távbeszélő fővonalak száma, de az internetes hálózat (rádiós) teljesen lefedett.  A képviselő-testület házhelyeket alakíttatott ki a letelepülni szándékozók részére.

## Közélete

### Polgármesterei
- 1990–1994: Ekker Károly (független)[3]
- 1994–1998: Id. Ekker Károly (független)[4]
- 1998–2002: Id. Ekker Károly (független)[5]
- 2002–2006: Id. Ekker Károly (független)[6]
- 2006–2010: Ekker Károly (független)[7]
- 2010–2014: Timár Gábor (független)[8]
- 2014–2014: Bertalan Péter Zoltán (független)[9]
- 2015–2019: Timár Gábor (független)[10]
- 2019–2024: Timár Gábor (független)[11]
- 2024– : Timár Gábor (független)[1]

A településen 2015. március 29-én időközi polgármester-választást (és képviselő-testületi választást) tartottak, mert az előző polgármester 2014. december 10-én elhunyt.

## Népesség
A település népességének változása:
| Lakosok száma | 343  | 348  | 359  | 332  | 370  | 376  | 357  |
|               | 2013 | 2014 | 2015 | 2021 | 2022 | 2023 | 2024 |

A 2011-es népszámlálás során a lakosok 95,5%-a magyarnak, 0,3% horvátnak, 5,6% németnek, 0,3% szlováknak mondta magát (3,4% nem nyilatkozott; a kettős identitások miatt a végösszeg nagyobb lehet 100%-nál). A vallási megoszlás a következő volt: római katolikus 69,3%, református 2,3%, felekezeten kívüli 10,1% (17,5% nem nyilatkozott).
2022-ben a lakosság 92,4%-a vallotta magát magyarnak, 5,1% németnek, 2,2% szlováknak, 0,3% románnak, 1,9% egyéb, nem hazai nemzetiségűnek (5,7% nem nyilatkozott; a kettős identitások miatt a végösszeg nagyobb lehet 100%-nál). Vallásuk szerint 53% volt római katolikus, 2,4% református, 0,3% görög katolikus, 0,8% egyéb keresztény, 1,6% egyéb katolikus, 13,2% felekezeten kívüli (28,6% nem válaszolt).

## Nevezetességei
A falu nagyon gazdag hagyományokban és szokásokban. Ez a község viszonylagos elzártságával magyarázható. A szokások közül érdemes megemlíteni a Balázs-járást, a Pünkösdi királyné-járást, a Szent Család járást, valamint a még ma is élő lakodalmas szokásokat. A község nevezetessége a falu közepén álló kőkereszt, melyet a földesúr neje, Khuen Mária grófné állíttatott 1817-ben. A hagyomány szerint eredetileg templomot akart építtetni, de erről lebeszélték attól félvén, hogy az utódoknak sokba kerül majd a fenntartása.
1993-ban épült fel a falu modern temploma, Becker Gábor és B. Greskovics Klára tervei alapján. A templomot Szent Balázs és Szent László tiszteletére szentelték fel 1993. szeptember 5-én. A falu környéke gazdag természeti értékekben, a település határában elterülő Pálffy-erdő a Szigetközi Tájvédelmi Körzet része. A Duna mellékágaiban horgászni, csónakázni lehet.

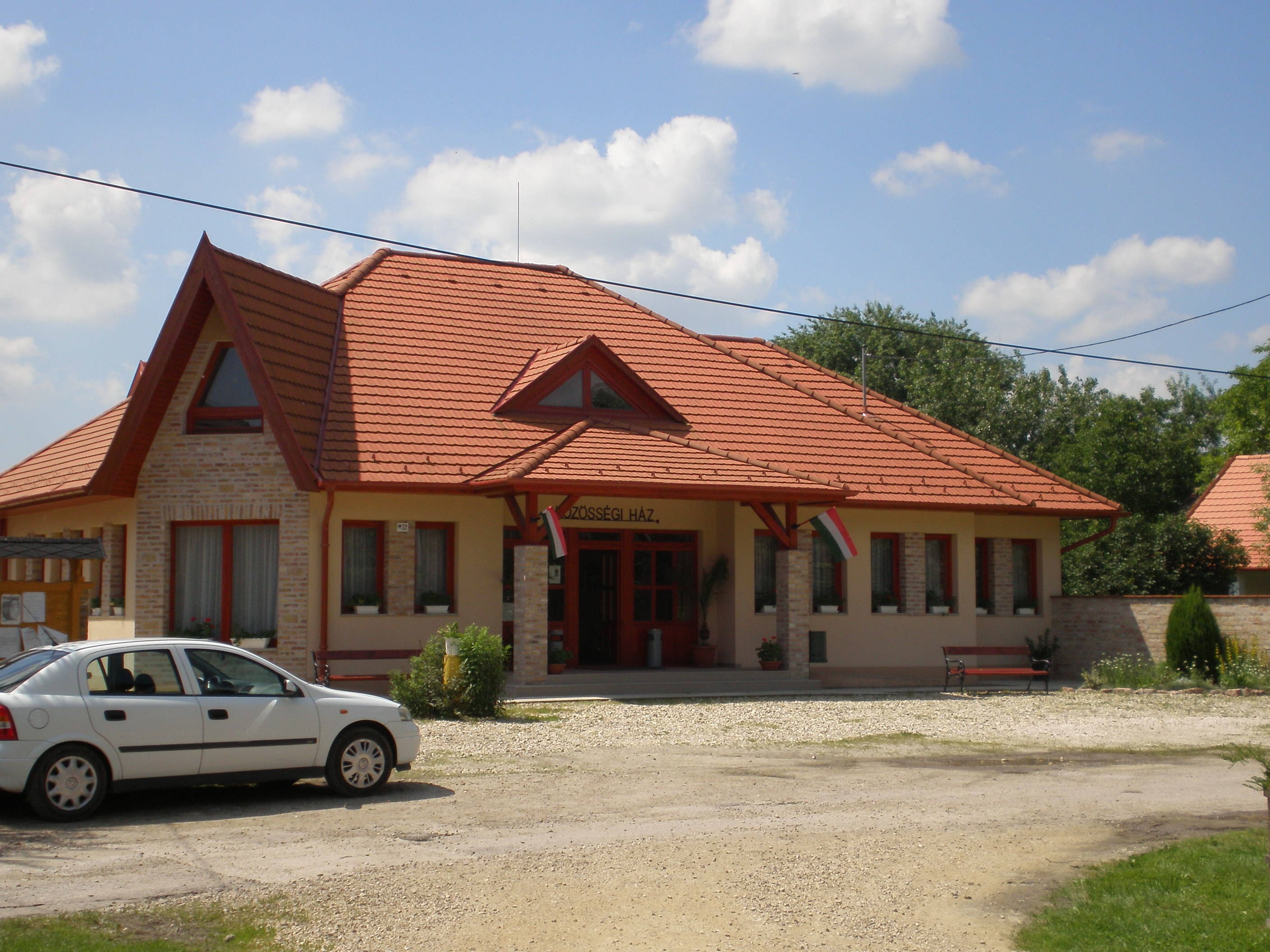
Közösségi ház
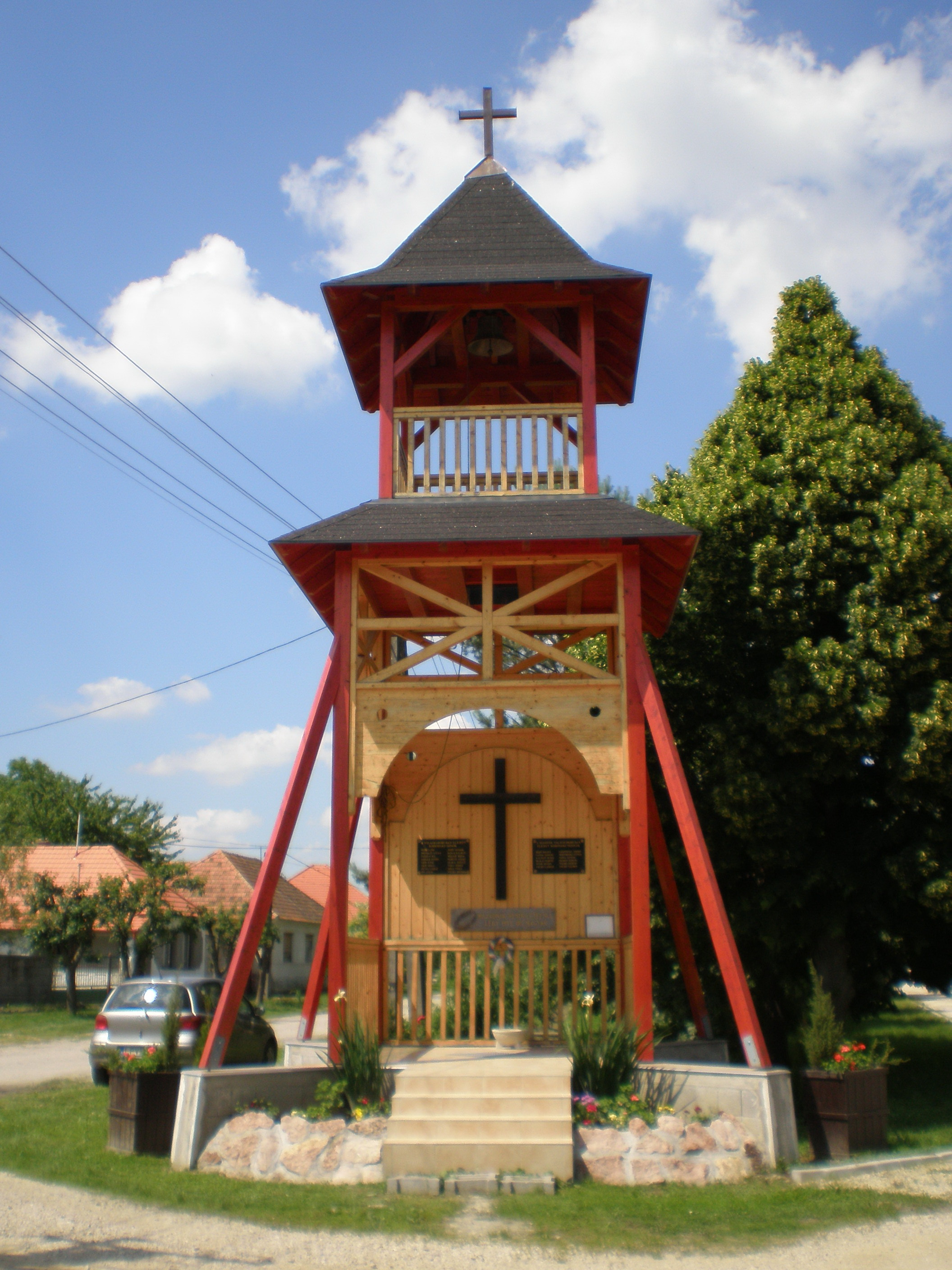
Harangláb a világháborúk kisbodaki áldozatainak az emléktábláival
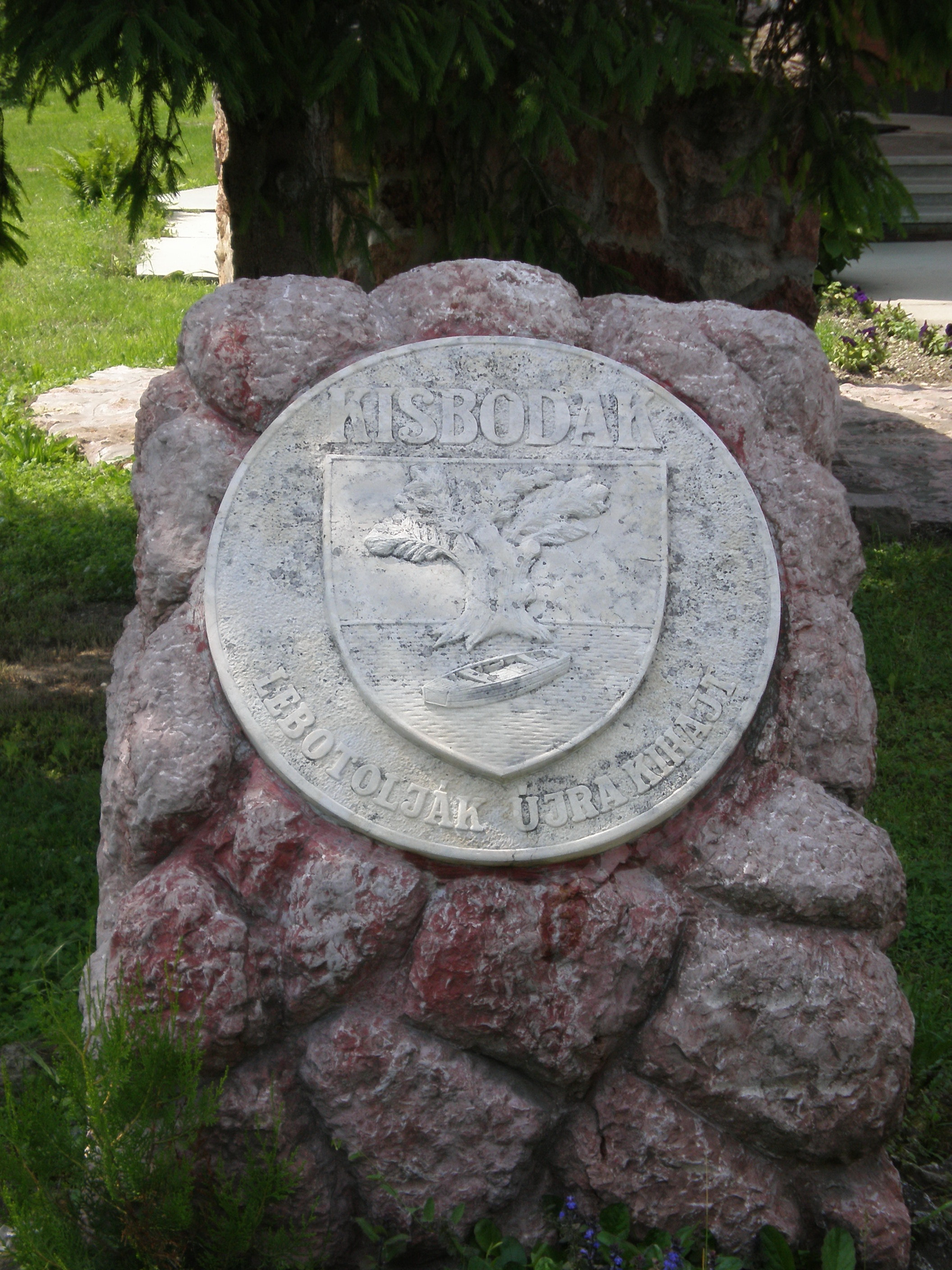
A település címere
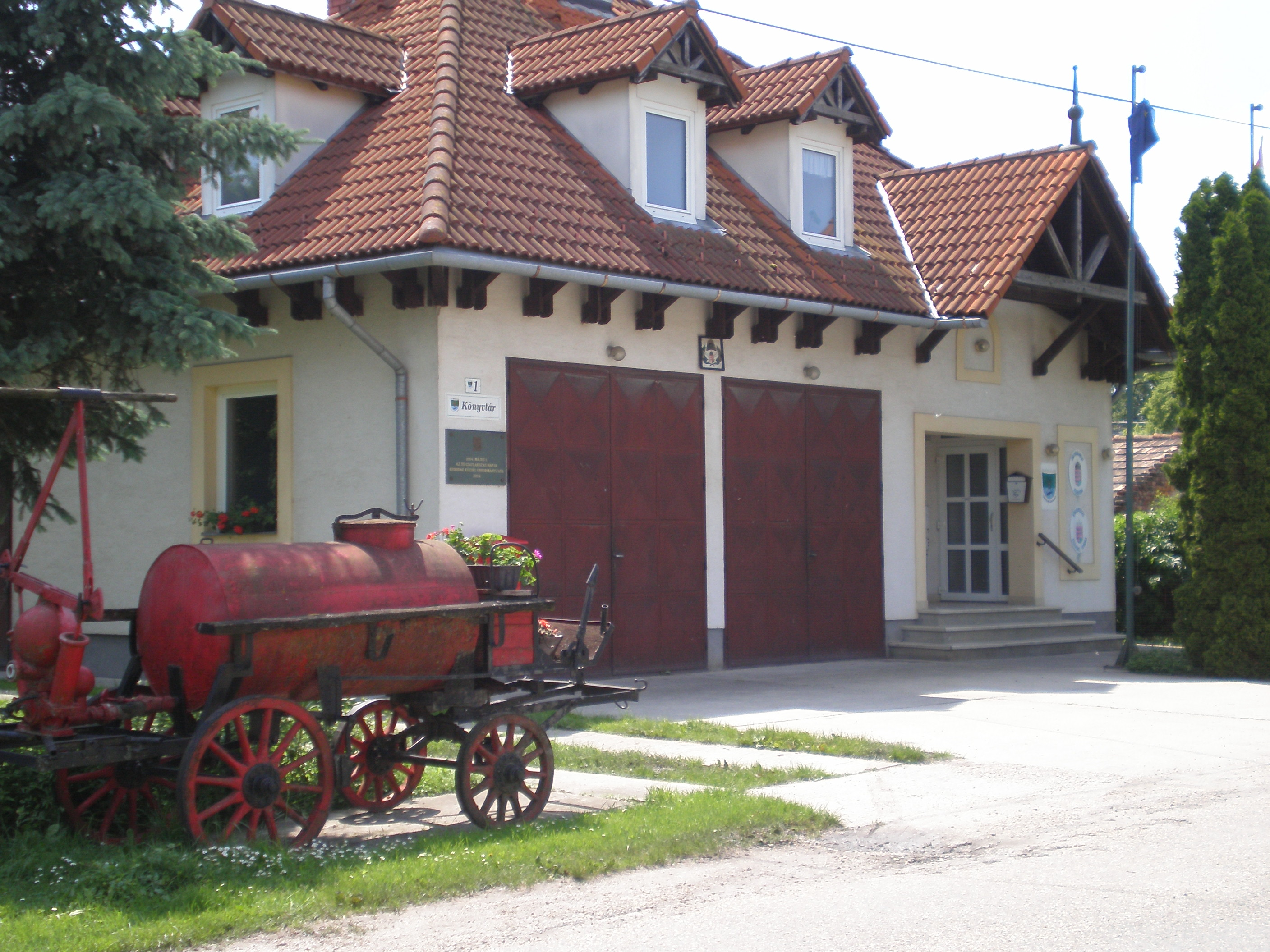
A könyvtár és a tűzoltóság épülete
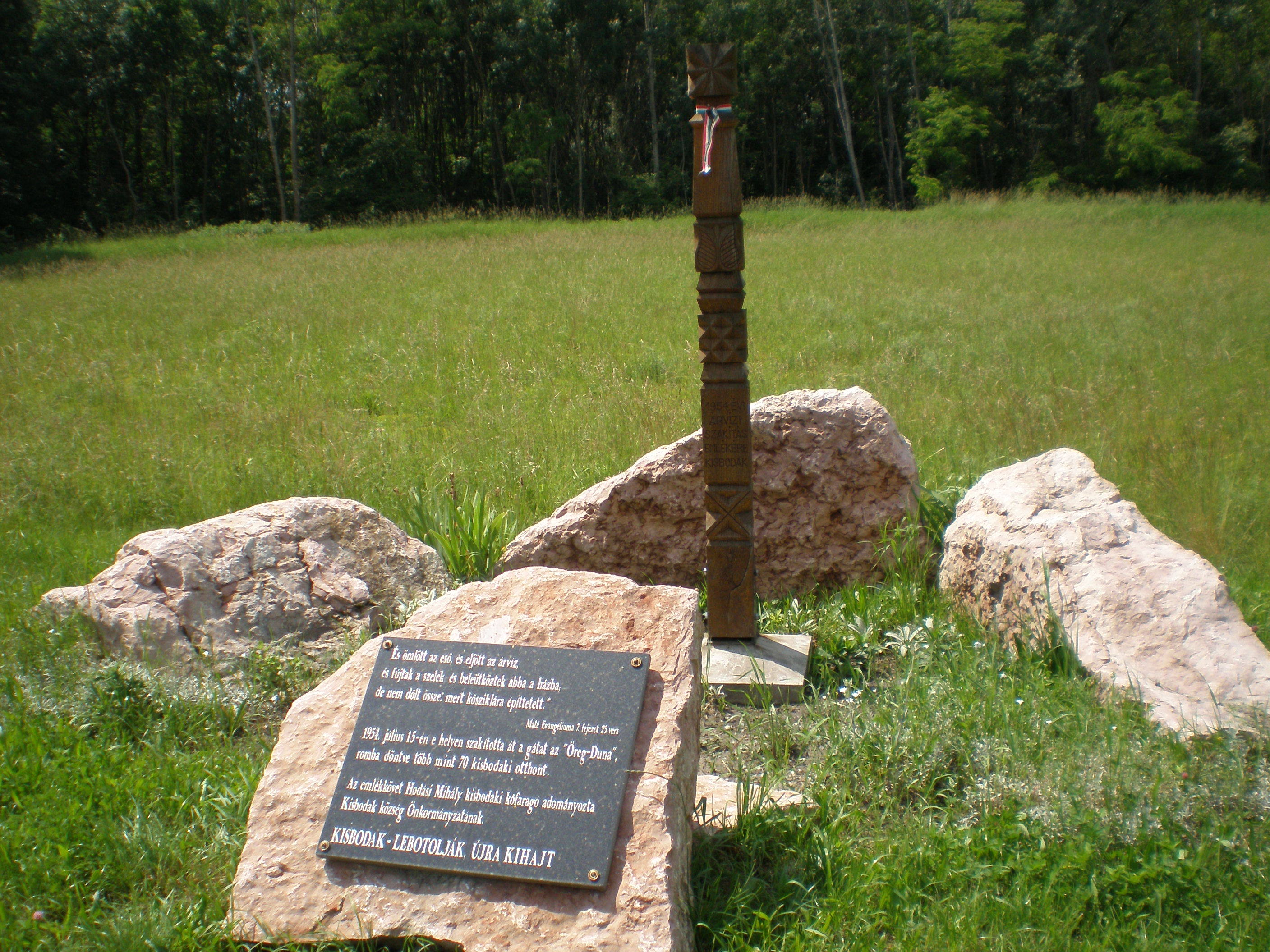
Az 1951. július 15.-ei árvíz emlékműve